# Franz Schlegel
Franz Schlegel (10. října 1826 Bor u České Lípy – 11. srpna 1908 Bor u České Lípy) byl rakouský a český politik německé národnosti, v 2. polovině 19. století poslanec Českého zemského sněmu.

## Biografie
Profesí byl lékárníkem v Boru. Zasedal v městské radě.
Koncem 80. let 19. století se začal angažovat i v zemské politice. V doplňovacích volbách roku 1880 byl zvolen v městské kurii (volební obvod Hajda, Šenov, Plottendorf, Parchen) do Českého zemského sněmu. Mandát zde obhájil v řádných volbách v roce 1883 a volbách v roce 1889. Uvádí se jako německý liberál (takzvaná Ústavní strana, liberálně a centralisticky orientovaná, odmítající federalistické aspirace neněmeckých etnik, později Německá pokroková strana). Opětovně byl zvolen i ve volbách v roce 1895.